# Wahlkreis Bagheria (Camera dei deputati)
Der Wahlkreis Bagheria war von 1993 bis 2005 und ist seit 2017 wieder ein Wahlkreis (italienisch collegio elettorale) für die Wahl der Abgeordnetenkammer.

## Von 1993 bis 2005

### Wahlkreisgebiet
Der Wahlkreis umfasste 9 Gemeinden (Altavilla Milicia, Bagheria, Belmonte Mezzagno, Casteldaccia, Ficarazzi, Misilmeri, Santa Flavia, Trabia und Villabate).

### Wahlergebnisse

#### Parlamentswahl 1994

##### Direktstimmen
| Kandidaten               | Kandidaten                     | Parteien                                          | Stimmen | %    |
| ------------------------ | ------------------------------ | ------------------------------------------------- | ------- | ---- |
|                          | Cesare Piacentinogewählt       | Polo del Buon Governo (FI – AN – CCD – UdC – PLD) | 38.321  | 50,5 |
|                          | Francesco Michele Stabile      | Progressisti                                      | 19.684  | 26,0 |
|                          | Francesco Magro                | Patto per l’Italia                                | 8.982   | 11,8 |
|                          | Michele Italo Vittorio Bonanno | Democrazia e Libertà                              | 3.707   | 4,9  |
|                          | Girolamo Drago                 | Solidarietà Occupazione Sviluppo                  | 2.854   | 3,8  |
|                          | Rosa Maria Pinello             | Partito Socialista Italiano                       | 2.263   | 3,0  |
| Gesamt                   | Gesamt                         | Gesamt                                            | 75.811  | 100  |
|                          |                                |                                                   |         |      |
| Ungültige Stimmen        | Ungültige Stimmen              | Ungültige Stimmen                                 | 11.786  | 13,5 |
| Wähler                   | Wähler                         | Wähler                                            | 87.597  | 80,8 |
| Wahlberechtigte          | Wahlberechtigte                | Wahlberechtigte                                   | 108.475 |      |
|                          |                                |                                                   |         |      |
| Quelle: Innenministerium |                                |                                                   |         |      |

##### Listenstimmen
| Parteien                 | Parteien                         | Parteien                           | Stimmen | %    |
| ------------------------ | -------------------------------- | ---------------------------------- | ------- | ---- |
|                          | Polo del Buon Governo            | Forza Italia                       | 32.533  | 43,7 |
| Alleanza Nazionale       | Polo del Buon Governo            | 7.200                              | 9,7     |      |
| ↳ Gesamt                 | Polo del Buon Governo            | 39.733                             | 53,3    |      |
|                          | Progressisti                     | Partito Democratico della Sinistra | 10.428  | 14,0 |
| La Rete                  | Progressisti                     | 6.932                              | 9,3     |      |
| Federazione dei Verdi    | Progressisti                     | 980                                | 1,3     |      |
| Alleanza Democratica     | Progressisti                     | 415                                | 0,6     |      |
| ↳ Gesamt                 | Progressisti                     | 18.755                             | 25,2    |      |
|                          | Patto per l’Italia               | Partito Popolare Italiano          | 7.169   | 9,6  |
| Patto Segni              | Patto per l’Italia               | 3.513                              | 4,7     |      |
| ↳ Gesamt                 | Patto per l’Italia               | 10.682                             | 14,3    |      |
|                          | Lista Marco Pannella             | Lista Marco Pannella               | 2.391   | 3,2  |
|                          | Partito Socialista Italiano      | Partito Socialista Italiano        | 1.442   | 1,9  |
|                          | Solidarietà Occupazione Sviluppo | Solidarietà Occupazione Sviluppo   | 1.188   | 1,6  |
|                          | Socialdemocrazia per le Libertà  | Socialdemocrazia per le Libertà    | 209     | 0,3  |
|                          | Mediterraneo                     | Mediterraneo                       | 131     | 0,2  |
| Gesamt                   | Gesamt                           | Gesamt                             | 74.531  | 100  |
|                          |                                  |                                    |         |      |
| Ungültige Stimmen        | Ungültige Stimmen                | Ungültige Stimmen                  | 13.066  | 14,9 |
| Wähler                   | Wähler                           | Wähler                             | 87.597  | 80,8 |
| Wahlberechtigte          | Wahlberechtigte                  | Wahlberechtigte                    | 108.475 |      |
|                          |                                  |                                    |         |      |
| Quelle: Innenministerium |                                  |                                    |         |      |

#### Parlamentswahl 1996

##### Direktstimmen
| Kandidaten               | Kandidaten             | Parteien                                   | Stimmen | %    |
| ------------------------ | ---------------------- | ------------------------------------------ | ------- | ---- |
|                          | Gaspare Giudicegewählt | Polo per le Libertà                        | 38.761  | 53,4 |
|                          | Cristofaro Di Bernardo | L’Ulivo                                    | 27.830  | 38,3 |
|                          | Salvatore Morano       | Noi Siciliani – Fronte Nazionale Siciliano | 3.260   | 4,5  |
|                          | Michele Sciortino      | Partito Socialista                         | 2.731   | 3,8  |
| Gesamt                   | Gesamt                 | Gesamt                                     | 72.582  | 100  |
|                          |                        |                                            |         |      |
| Ungültige Stimmen        | Ungültige Stimmen      | Ungültige Stimmen                          | 13.405  | 15,6 |
| Wähler                   | Wähler                 | Wähler                                     | 85.987  | 75,7 |
| Wahlberechtigte          | Wahlberechtigte        | Wahlberechtigte                            | 113.614 |      |
|                          |                        |                                            |         |      |
| Quelle: Innenministerium |                        |                                            |         |      |

##### Listenstimmen
| Parteien                                          | Parteien                                   | Parteien                                   | Stimmen | %    |
| ------------------------------------------------- | ------------------------------------------ | ------------------------------------------ | ------- | ---- |
|                                                   | Polo per le Libertà                        | Forza Italia                               | 27.849  | 38,5 |
| Alleanza Nazionale                                | Polo per le Libertà                        | 9.604                                      | 13,3    |      |
| CCD – CDU                                         | Polo per le Libertà                        | 7.533                                      | 10,4    |      |
| ↳ Gesamt                                          | Polo per le Libertà                        | 44.986                                     | 62,2    |      |
|                                                   | L’Ulivo                                    | Partito Democratico della Sinistra         | 9.575   | 13,2 |
| Popolari per Prodi (PPI – SVP – PRI – UD – Prodi) | L’Ulivo                                    | 3.594                                      | 5,0     |      |
| Rinnovamento Italiano                             | L’Ulivo                                    | 3.075                                      | 4,3     |      |
| Federazione dei Verdi                             | L’Ulivo                                    | 1.035                                      | 1,4     |      |
| ↳ Gesamt                                          | L’Ulivo                                    | 17.279                                     | 23,9    |      |
|                                                   | Partito della Rifondazione Comunista       | Partito della Rifondazione Comunista       | 4.544   | 6,3  |
|                                                   | Noi Siciliani – Fronte Nazionale Siciliano | Noi Siciliani – Fronte Nazionale Siciliano | 1.681   | 2,3  |
|                                                   | Lista Pannella – Sgarbi                    | Lista Pannella – Sgarbi                    | 1.579   | 2,2  |
|                                                   | Fiamma Tricolore                           | Fiamma Tricolore                           | 930     | 1,3  |
|                                                   | Partito Socialista                         | Partito Socialista                         | 919     | 1,3  |
|                                                   | Federalisti Liberali                       | Federalisti Liberali                       | 221     | 0,3  |
|                                                   | Rinnovamento                               | Rinnovamento                               | 182     | 0,3  |
| Gesamt                                            | Gesamt                                     | Gesamt                                     | 72.321  | 100  |
|                                                   |                                            |                                            |         |      |
| Ungültige Stimmen                                 | Ungültige Stimmen                          | Ungültige Stimmen                          | 13.670  | 15,9 |
| Wähler                                            | Wähler                                     | Wähler                                     | 85.991  | 75,7 |
| Wahlberechtigte                                   | Wahlberechtigte                            | Wahlberechtigte                            | 113.614 |      |
|                                                   |                                            |                                            |         |      |
| Quelle: Innenministerium                          |                                            |                                            |         |      |

#### Parlamentswahl 2001

##### Direktstimmen
| Kandidaten               | Kandidaten                          | Parteien           | Stimmen | %    |
| ------------------------ | ----------------------------------- | ------------------ | ------- | ---- |
|                          | Francesco Saverio Romanogewählt     | Casa delle Libertà | 50.897  | 60,7 |
|                          | Raffaele Stefano D’Anna             | L’Ulivo            | 22.881  | 27,3 |
|                          | Margherita Tomasello Terrasi        | Democrazia Europea | 6.020   | 7,2  |
|                          | Giuseppe Mario Di Salvo             | Lista Di Pietro    | 2.158   | 2,6  |
|                          | Salvatore Innocenzo Gemma Cardinale | Lista Emma Bonino  | 1.882   | 2,2  |
| Gesamt                   | Gesamt                              | Gesamt             | 83.838  | 100  |
|                          |                                     |                    |         |      |
| Ungültige Stimmen        | Ungültige Stimmen                   | Ungültige Stimmen  | 7.658   | 8,4  |
| Wähler                   | Wähler                              | Wähler             | 91.496  | 76,1 |
| Wahlberechtigte          | Wahlberechtigte                     | Wahlberechtigte    | 120.256 |      |
|                          |                                     |                    |         |      |
| Quelle: Innenministerium |                                     |                    |         |      |

##### Listenstimmen
| Parteien                       | Parteien                             | Parteien                               | Stimmen | %    |
| ------------------------------ | ------------------------------------ | -------------------------------------- | ------- | ---- |
|                                | Casa delle Libertà                   | Forza Italia                           | 37.891  | 45,9 |
| CCD – CDU                      | Casa delle Libertà                   | 6.770                                  | 8,2     |      |
| Alleanza Nazionale             | Casa delle Libertà                   | 6.410                                  | 7,8     |      |
| Nuovo PSI                      | Casa delle Libertà                   | 856                                    | 1,0     |      |
| ↳ Gesamt                       | Casa delle Libertà                   | 51.927                                 | 63,0    |      |
|                                | L’Ulivo                              | La Margherita (Dem – PPI – RI – Udeur) | 8.220   | 10,0 |
| Democratici di Sinistra        | L’Ulivo                              | 7.420                                  | 9,0     |      |
| Il Girasole (FdV – SDI)        | L’Ulivo                              | 1.700                                  | 2,1     |      |
| Partito dei Comunisti Italiani | L’Ulivo                              | 606                                    | 0,7     |      |
| ↳ Gesamt                       | L’Ulivo                              | 17.946                                 | 21,8    |      |
|                                | Democrazia Europea                   | Democrazia Europea                     | 5.523   | 6,7  |
|                                | Lista Di Pietro                      | Lista Di Pietro                        | 2.690   | 3,3  |
|                                | Partito della Rifondazione Comunista | Partito della Rifondazione Comunista   | 2.489   | 3,0  |
|                                | Lista Emma Bonino                    | Lista Emma Bonino                      | 1.618   | 2,0  |
|                                | Paese Nuovo                          | Paese Nuovo                            | 228     | 0,3  |
|                                | Abolizione Scorporo                  | Abolizione Scorporo                    | 62      | 0,1  |
| Gesamt                         | Gesamt                               | Gesamt                                 | 82.483  | 100  |
|                                |                                      |                                        |         |      |
| Ungültige Stimmen              | Ungültige Stimmen                    | Ungültige Stimmen                      | 9.010   | 9,8  |
| Wähler                         | Wähler                               | Wähler                                 | 91.493  | 76,1 |
| Wahlberechtigte                | Wahlberechtigte                      | Wahlberechtigte                        | 120.256 |      |
|                                |                                      |                                        |         |      |
| Quelle: Innenministerium       |                                      |                                        |         |      |

## Von 2017 bis 2020

### Wahlkreisgebiet
Der Wahlkreis umfasste Gemeinden: 

### Wahlergebnisse

#### Parlamentswahl 2018
| Kandidaten               | Kandidaten                | Stimmen | %    | Listen                         | Stimmen | %    |
| ------------------------ | ------------------------- | ------- | ---- | ------------------------------ | ------- | ---- |
|                          | Vittoria Casagewählt      | 55.065  | 43,7 | Movimento 5 Stelle             | 55.065  | 43,7 |
|                          | Maria Carolina Varchi     | 48.745  | 38,6 | Forza Italia                   | 30.304  | 24,0 |
| Lega                     | Maria Carolina Varchi     | 48.745  | 38,6 | 7.100                          | 5,6     |      |
| Fratelli d’Italia        | Maria Carolina Varchi     | 48.745  | 38,6 | 6.357                          | 5,0     |      |
| Noi con l’Italia – UDC   | Maria Carolina Varchi     | 48.745  | 38,6 | 4.984                          | 4,0     |      |
|                          | Francesco Vasta           | 15.110  | 12,0 | Partito Democratico            | 12.523  | 9,9  |
| +Europa                  | Francesco Vasta           | 15.110  | 12,0 | 1.660                          | 1,3     |      |
| Italia Europa Insieme    | Francesco Vasta           | 15.110  | 12,0 | 595                            | 0,5     |      |
| Civica Popolare          | Francesco Vasta           | 15.110  | 12,0 | 332                            | 0,3     |      |
|                          | Rosa Maria Grazia Laplena | 3.680   | 2,9  | Liberi e Uguali                | 3.680   | 2,9  |
|                          | Luigi Benvenuto           | 1.246   | 1,0  | Il Popolo della Famiglia       | 1.246   | 1,0  |
|                          | Mario Minarda             | 804     | 0,6  | Potere al Popolo!              | 804     | 0,6  |
|                          | Lidia Renna               | 639     | 0,5  | Italia agli Italiani (FT – FN) | 639     | 0,5  |
|                          | Maria Giada Di Bella      | 500     | 0,4  | CasaPound Italia               | 500     | 0,4  |
|                          | Alessandro D’Alessandro   | 358     | 0,3  | Partito Comunista              | 358     | 0,3  |
| Gesamt                   | Gesamt                    | 126.147 | 100  |                                | 126.147 | 100  |
|                          |                           |         |      |                                |         |      |
| Ungültige Stimmen        | Ungültige Stimmen         | 5.739   | 4,4  |                                |         |      |
| Wähler                   | Wähler                    | 131.886 | 62,9 |                                |         |      |
| Wahlberechtigte          | Wahlberechtigte           | 209.518 |      |                                |         |      |
|                          |                           |         |      |                                |         |      |
| Quelle: Innenministerium |                           |         |      |                                |         |      |

## Seit 2020

### Wahlkreisgebiet
| Wahlkreise – Camera dei deputati – Autonome Region Sizilien | Wahlkreise – Camera dei deputati – Autonome Region Sizilien | Wahlkreise – Camera dei deputati – Autonome Region Sizilien                                                                                   |
| Provinz                                                     | Provinz                                                     | Gemeinden nach Provinzen ⮞ Wahlkreis |
| ----------------------------------------------------------- | ----------------------------------------------------------- | --- |
|                                                             | Metropolitanstadt Catania (58 Gemeinden)                    | 9 ⮞ Wahlkreis Catania 34 ⮞ Wahlkreis Acireale 15 ⮞ Wahlkreis Ragusa                                                                           |
|                                                             | Metropolitanstadt Messina (108 Gemeinden)                   | 48 ⮞ Wahlkreis Messina 60 ⮞ Wahlkreis Barcellona Pozzo di Gotto                                                                               |
|                                                             | Metropolitanstadt Palermo (82 Gemeinden)                    | 1 + Teil Palermos ⮞ Wahlkreis Palermo – Settecannoli 21 + Teil Palermos ⮞ Wahlkreis Palermo – Resuttana – San Lorenzo 59 ⮞ Wahlkreis Bagheria |
|                                                             | Provinz Agrigent (43 Gemeinden)                             | 36 ⮞ Wahlkreis Agrigent 7 ⮞ Wahlkreis Gela |
|                                                             | Provinz Caltanissetta (22 Gemeinden)                        | 21 ⮞ Wahlkreis Gela 1 ⮞ Wahlkreis Ragusa |
|                                                             | Provinz Enna (20 Gemeinden)                                 | alle ⮞ Wahlkreis Barcellona Pozzo di Gotto |
|                                                             | Provinz Ragusa (12 Gemeinden)                               | alle ⮞ Wahlkreis Ragusa |
|                                                             | Provinz Syrakus (21 Gemeinden)                              | alle ⮞ Wahlkreis Syrakus |
|                                                             | Provinz Trapani (24 Gemeinden)                              | alle ⮞ Wahlkreis Marsala |

Der Wahlkreis umfasst 59 Gemeinden der Metropolitanstadt Palermo.

### Wahlergebnisse

#### Parlamentswahl 2022
| Kandidaten                          | Kandidaten                      | Stimmen | %    | Listen                                                  | Stimmen | %    |
| ----------------------------------- | ------------------------------- | ------- | ---- | ------------------------------------------------------- | ------- | ---- |
|                                     | Francesco Saverio Romanogewählt | 54.215  | 38,6 | Fratelli d’Italia                                       | 28.615  | 20,4 |
| Forza Italia                        | Francesco Saverio Romanogewählt | 54.215  | 38,6 | 17.852                                                  | 12,7    |      |
| Lega per Salvini Premier            | Francesco Saverio Romanogewählt | 54.215  | 38,6 | 6.068                                                   | 4,3     |      |
| Noi Moderati                        | Francesco Saverio Romanogewählt | 54.215  | 38,6 | 1.680                                                   | 1,2     |      |
|                                     | Daniela Morfino                 | 38.161  | 27,2 | Movimento 5 Stelle                                      | 38.161  | 27,2 |
|                                     | Maria Saeli                     | 21.788  | 15,5 | Partito Democratico – Italia Democratica e Progressista | 15.552  | 11,1 |
| +Europa                             | Maria Saeli                     | 21.788  | 15,5 | 2.968                                                   | 2,1     |      |
| Alleanza Verdi e Sinistra           | Maria Saeli                     | 21.788  | 15,5 | 2.026                                                   | 1,4     |      |
| Impegno Civico – Centro Democratico | Maria Saeli                     | 21.788  | 15,5 | 1.242                                                   | 0,9     |      |
|                                     | Ismaele La Vardera              | 15.200  | 10,8 | Sud chiama Nord                                         | 15.200  | 10,8 |
|                                     | Claudio Merlino                 | 6.340   | 4,5  | Azione – Italia Viva                                    | 6.340   | 4,5  |
|                                     | Daniele Augello                 | 2.098   | 1,5  | Italexit per l’Italia                                   | 2.098   | 1,5  |
|                                     | Fabio Maggiore                  | 1.480   | 1,1  | Italia Sovrana e Popolare                               | 1.480   | 1,1  |
|                                     | Fulvio Vassallo Paleologo       | 1.030   | 0,7  | Unione Popolare                                         | 1.030   | 0,7  |
| Gesamt                              | Gesamt                          | 140.312 | 100  |                                                         | 140.312 | 100  |
|                                     |                                 |         |      |                                                         |         |      |
| Ungültige Stimmen                   | Ungültige Stimmen               | 17.769  | 11,2 |                                                         |         |      |
| Wähler                              | Wähler                          | 158.081 | 59,5 |                                                         |         |      |
| Wahlberechtigte                     | Wahlberechtigte                 | 265.879 |      |                                                         |         |      |
|                                     |                                 |         |      |                                                         |         |      |
| Quelle: Innenministerium            |                                 |         |      |                                                         |         |      |